# Постоянная Гаусса (математика)
Постоя́нная Га́усса (обозначение — G) — математическая константа, которая определяется как величина, обратная среднему арифметико-геометрическому от единицы и квадратного корня из 2:
{\displaystyle G={\frac {1}{\operatorname {agm} \left(1,{\sqrt {2}}\right)}}=0{,}8346268\dots .}(последовательность A014549 в OEIS)
Константа названа в честь Карла Фридриха Гаусса, который в 1799 году обнаружил, что
{\displaystyle G={\frac {2}{\pi }}\int _{0}^{1}{\frac {dx}{\sqrt {1-x^{4}}}}}
чтобы
{\displaystyle G={\frac {1}{2\pi }}\mathrm {B} \left({\tfrac {1}{4}},{\tfrac {1}{2}}\right)}
где Β обозначает бета-функцию.

## Связь с другими константами
Постоянная Гаусса может использоваться для выражения гамма-функции при аргументе {\displaystyle {\frac {1}{4}}}:
{\displaystyle \Gamma \left({\tfrac {1}{4}}\right)={\sqrt {2G{\sqrt {2\pi ^{3}}}}}}
В качестве альтернативы,
{\displaystyle G={\frac {\left[\Gamma \left({\tfrac {1}{4}}\right)\right]^{2}}{2{\sqrt {2\pi ^{3}}}}}}
а поскольку {\displaystyle \pi } и {\displaystyle \Gamma \left({\tfrac {1}{4}}\right)} алгебраически независимы, постоянная Гаусса трансцендентна.

### Константы лемнискаты
Константу Гаусса можно использовать при определении констант лемнискаты.
Гаусс и другие используют эквивалент
{\displaystyle \varpi =\pi G}
которая является константой лемнискаты, известной в теории лемнискатических функций.
Однако Джон Тодд использует другую терминологию — в своей статье числа {\displaystyle A} и {\displaystyle B} называются константами лемнискаты, первая из которых
{\displaystyle A={\frac {\pi G}{2}}={\frac {\varpi }{2}}={\frac {1}{4}}\mathrm {B} \left({\frac {1}{4}},{\frac {1}{2}}\right)}
и вторая константа:
{\displaystyle B={\frac {1}{2G}}={\frac {1}{4}}\mathrm {B} \left({\frac {1}{2}},{\frac {3}{4}}\right).}
Они возникают при нахождении длины дуги лемнискаты. {\displaystyle A} и {\displaystyle B} Теодор Шнайдер доказал их трансцендентность в 1937 и 1941 годах соответственно.

## Другие формулы
Формула, выражающая G через тета-функции Якоби, выглядит следующим образом:
{\displaystyle G=\vartheta _{01}^{2}\left(e^{-\pi }\right)}
Также существуют представление в виде ряда с быстрой сходимостью, например следующий:
{\displaystyle G={\sqrt[{4}]{32}}e^{-{\frac {\pi }{3}}}\left(\sum _{n=-\infty }^{\infty }(-1)^{n}e^{-2n\pi (3n+1)}\right)^{2}.}
Константу также можно выразить бесконечным произведением
{\displaystyle G=\prod _{m=1}^{\infty }\tanh ^{2}\left({\frac {\pi m}{2}}\right).}
Эта константа появляется при оценке интегралов
{\displaystyle {\frac {1}{G}}=\int _{0}^{\frac {\pi }{2}}{\sqrt {\sin(x)}}\,dx=\int _{0}^{\frac {\pi }{2}}{\sqrt {\cos(x)}}\,dx}
{\displaystyle G=\int _{0}^{\infty }{\frac {dx}{\sqrt {\cosh(\pi x)}}}}
Представление константы в виде непрерывной дроби:
{\displaystyle G=[0,1,5,21,3,4,14,1,1,1,1,1,3,1,15,1,3,8,36,1,2,5,2,1,1,2,2,6,9,1,1,1,3,1,\dots ].}(последовательность A053002 в OEIS)